# دانشگاه تنسی در چتانوگا
دانشگاه تنسی در چتانوگا (به انگلیسی: University of Tennessee at Chattanooga) دانشگاهی عمومی در ایالت تنسی است که بیش از ۱۰۲۰۰ دانشجو در آن مشغول به تحصیل هستند. این دانشگاه در شهر چتانوگا قرار دارد.